# Bedeő Pál
Bedeő Pál (Ásvány, 1805. január 29. – Buda, 1873. október 31.) egyházi író, katolikus plébános.

## Élete
A gimnáziumot Mosonmagyaróvárott végezvén, 1826-ban az esztergomi főmegye növendékei közé fölvétetett. A bölcseletet Nagyszombatban, a teológiát Pesten tanulta. 1828. február 27-én misés pappá szentelték, Diószegen, azután Szentmihályfán káplánkodott, ahonnét 1831 vége felé Illésháza plébánosává neveztetett ki. Pályája nemsokára Pozsonyba vezérelte, ahol 1846-ig több kórházban lelkészi és felügyelői tisztet viselt. A szabadságharc után 1850-ben Királyrévre, majd 1855. szeptember 18-án a Komárom megyei Szimőre ment plébánosnak. 1862 szeptemberében vonult nyugalomba és ezután Budán élt.

## Művei
- Az apostolok és négy evangeliomirók élete. Pozsony. 1840.
- Magyarok története a vezérek és királyok képeivel. 2. kiadás. Pozsony, 1843. (3. kiadás 18544., 4. kiadás 1846. Uo. 5. kiadás Pest, 1850. 6. k. Uo. 1862. Az 1–3. kiadás névtelenűl jelent meg. Ugyanez németűl is.)
- Ó- és ujtestamentomi történetek, melyeket a zsenge ifjuság számára irt B. P. Pozsony, 1845. (2. k. Pest, 1849. 6. k. 1854. 7. k. 1855. 8. k. 1858. és 1862. Uo. és Debreczen. 1867.)
- Geschichte des alten und neuen Testamentes für die zartere Jugend bearbeitet von P. B. Pressburg, 1845. (Ugyanaz Pest, 1858.)
- Szentek élete, melyet a zsenge ifjuság számára írt. Pozsony, 1847. (3. kiadás. Bpest. 1885.)
- Das Leben der Heiligen für die christkatholische Jugend. Pest, 1848.
- Általános földleirás. Uo. 1869. (Utolsó kiadása.)

Leonhardt Mihály után magyarította a Legyen áldott az Ur neve és Jézus élet tükre című imakönyveket. Egyébiránt Bucsánszky Alajos könyvkiadói vállalatának Bedeő Pál volt indítója vagy legalább vezetője és gyakran szerzője.